# Gonomyodes
Gonomyodes es un género de dípteros nematóceros perteneciente a la familia Limoniidae. Se distribuye por Norteamérica, con la excepción de G. similissimus de Kazakhistán.

## Especies
- Contiene las siguientes especies:
- G. crickmeri (Alexander, 1949)
- G. knowltonius (Alexander, 1948)
- G. similissimus Savchenko, 1980
- G. tacoma (Alexander, 1949)
- G. yohoensis (Alexander, 1952)